# Carry It On
Carry It On es el undécimo álbum de la cantautora de folk británica Joan Baez publicado en 1971 como banda sonora de la película del mismo nombre.
Censurado en su primera edición española: se suprimieron todos los fragmentos hablados de Baez y David Harris

## Lista de canciones
1. "Oh Happy Day" (Edwin Hawkins) – 3:43
2. "Carry It On" (Gil Turner) – 3:48
3. "In Forty Days" ("Joan & David") – 3:22
4. "Hickory Wind" (Gram Parsons, Bob Buchanan) – 3:16
5. "The Last Thing on My Mind" (Tom Paxton) – 3:29
6. "Life Is Sacred" (David) – 2:02
7. "Joe Hill" (Robinson, Hayes) – 3:53
8. "I Shall Be Released" (Dylan) – 3:33
9. "Do Right Woman, Do Right Man" (asistido por Jeffrey Shurtleff) (Dan Penn, Chips Moman) – 4:21
10. "Love Is Just A Four-Letter Word" (Bob Dylan) – 4:05
11. "Suzanne" (Leonard Cohen) – 4:54
12. "Idols and Heroes" (David) – 2:30
13. "We Shall Overcome" (Horton, Frank Hamilton, Guy Carawan, Pete Seeger) – 4:45